# Manuel Nicolau Bettencourt Pitta
Manuel Nicolau Bettencourt Pitta (Angra, 5 de junho de 1826 — Lisboa, 23 de novembro de 1905),  bacharel em Medicina e Cirurgia pela Universidade de Coimbra (em 1853), e lente da Faculdade de Medicina da Universidade de Lisboa. Foi clínico do Hospital de São José, e lente da Escola Médico-Cirúrgica de Lisboa.

## Biografia
Nasceu em Angra, filho de Nicolau Caetano de Bettencourt Pitta, falecido em 6 de dezembro de 1788, e de Maria do Monte de Oliveira. Depois de frequentado os estudos secundários em Angra do Heroísmo, formou-se bacharel em Medicina pela Universidade de Coimbra, concluindo o curso em 1853. Terminado o curso estabeleceu-se em Lisboa, cidade onde fez a sua carreira. Foi lente da Escola Médico-Cirúrgica de Lisboa e seu director (em 1897). Como médico, foi director de enfermaria do Hospital de São José, do Recolhimento de São Pedro de Alcântara e da Santa Casa da Misericórdia de Lisboa.
Foi sócio da Sociedade de Ciências Médicas de Lisboa e foi condecorado com o grau de comendador da Ordem de Nossa Senhora da Conceição de Vila Viçosa e de cavaleiro da Ordem da Torre e Espada. Recebeu a medalha da febre amarela, em reconhecimento dos serviços prestados durante a epidemia daquela doença.
Casou com Sofia da Gama Barros. Uma filha do casal, Cristina de Barros Pitta, foi herdeira da Quinta do Conde.